# William Hargreaves (cầu thủ bóng đá)
William Vesey Hargreaves (1888 – 1944) là một cầu thủ bóng đá người Anh từng thi đấu ở vị trí wing half.